# تيم بارنز
تيم بارنز (بالإنجليزية: Tim Barnes)‏ هو سياسي أمريكي، ولد في 28 ديسمبر 1958 في الولايات المتحدة. حزبياً، نشط في الحزب الديمقراطي. وقد انتخب عضو مجلس ولاية تينيسي.